# کلید (فیلم ۲۰۱۳)
«کلید» (انگلیسی: Switch (2013 film)) فیلمی در ژانر اکشن و رزمی است که در سال ۲۰۱۳ منتشر شد. از بازیگران آن می‌توان به اندی لاو اشاره کرد.